# U 135 (U-Boot, 1941)
U 135 war ein deutsches U-Boot vom Typ VII C, das im Zweiten Weltkrieg von der deutschen Kriegsmarine eingesetzt wurde.

## Geschichte
Der Auftrag für das Boot wurde am 7. August 1939 an die Werft Bremer Vulkan in Bremen vergeben. Die Kiellegung erfolgte am 16. September 1940, der Stapellauf am 12. Juni 1941. Die Indienststellung unter Oberleutnant zur See Friedrich-Hermann Praetorius fand schließlich am 16. August 1941 statt.
Das Boot gehörte nach seiner Indienststellung am 16. August 1941 bis Dezember 1941 als Ausbildungsboot zur 5. U-Flottille in Kiel. Nach der Ausbildung gehörte U 135 von November 1941 bis zu seiner Versenkung am 15. Juli 1943 als Frontboot zur 7. U-Flottille in St. Nazaire.

## Einsatzstatistik
U 135 absolvierte während seiner Dienstzeit sieben Unternehmungen, auf denen es drei Schiffe mit 21.302 BRT versenken und ein Schiff mit 4.762 BRT beschädigen konnte.

### Erste Unternehmung
Das Boot lief am 24. Dezember 1941 um 15.00 Uhr von Kiel aus und lief am 31. Januar 1942 um 11.40 Uhr in St. Nazaire ein. Auf dieser 36 Tage dauernden und 5.750 sm über und 204 sm unter Wasser langen Unternehmung in den Westatlantik, Neufundland und Nova Scotia, wurde ein Schiff mit 9.626 BRT versenkt. U 135 gehörte zur Gruppe mit dem Tarnnamen "Ziehten".
- 22. Januar 1942: Versenkung des belgischen Dampfers Gandia (Lage) mit 9.626 BRT (bis 1939 Königstein der Hamburger Reederei Red Star Line) 420 sm südlich Kap Race.[1] Der Dampfer wurde durch einen Torpedo versenkt. Er hatte 500 t Pottasche geladen und befand sich auf dem Weg von Liverpool nach St. John’s. Das Schiff war ein Nachzügler des Konvois ON-54. Es gab 65 Tote und 14 Überlebende.

### Zweite Unternehmung
Das Boot lief am 22. Februar 1942 um 17.00 Uhr von St. Nazaire aus und lief am 2. April 1942 um 8.30 Uhr in Lorient ein. Es lief am gleichen Tag um 19.30 Uhr wieder dort aus und lief am 3. April 1942 um 11.30 Uhr in Brest ein. Auf dieser 40 Tage dauernden und 6.053 sm über und 337 sm unter Wasser langen Unternehmung in den Nordatlantik, westlich der Hebriden und den Färöer, wurden keine Schiffe versenkt oder beschädigt.

### Dritte Unternehmung
Das Boot lief am 26. April 1942 um 18.30 Uhr von Brest aus und lief am 27. April 1942 um 18.00 Uhr zur Brennstoffergänzung in Lorient ein. Es lief am gleichen Tag um 20.00 Uhr wieder dort aus und lief am 5. Juli 1942 um 8.30 Uhr in St. Nazaire ein. Auf dieser 72 Tage dauernden und 11.145 sm über und 395 sm unter Wasser langen Unternehmung in den Westatlantik, der Ostküste der USA und in kanadischen Küstengewässern, wurden zwei Schiffe mit 11.670 BRT versenkt. U 135 wurde am 23. Juni 1942 von U 459 mit 13 m³ Brennstoff versorgt.
- 17. Mai 1942: Versenkung des britischen Dampfers Fort Qu'Appelle (Lage) mit 7.121 BRT. Der Dampfer wurde durch drei Torpedos versenkt. Er hatte 9.200 t Stückgut inklusive 500 t Aceton geladen und war auf dem Weg von Vancouver, Seattle über Panama, Kingston und Halifax nach Großbritannien. Es gab 14 Tote und 33 Überlebende.
- 8. Juni 1942: Versenkung des norwegischen Motorschiffes Pleasantville (Lage) mit 4.549 BRT. Das Schiff wurde durch zwei Torpedos versenkt. Es hatte 3.000 t Phosphat, Zugmaschinen, Flugzeuge, Autos und zwei Lokomotiven geladen und befand sich auf dem Weg von New York City über die Table Bay und Sues nach Alexandria. Es gab zwei Tote und 45 Überlebende.

### Vierte Unternehmung
Das Boot lief am 8. August 1942 um 12.40 Uhr von St. Nazaire aus und lief am 3. Oktober 1942 um 18.30 Uhr wieder dort ein. Auf dieser 56 Tage dauernden und zirka 7.200 sm über und 774 sm unter Wasser langen Unternehmung in den Nordatlantik, wurden keine Schiffe versenkt oder beschädigt. U 135 wurde am 1. September 1942 von U 462 mit 27 m³ Brennstoff versorgt. Es gehörte zur Gruppe mit dem Tarnnamen "Lohs". Von U 135 wurden zwei Boote versorgt.
- 25. September 1942: Versorgung von U 373 mit 14,5 m³ Brennstoff.
- 25. September 1942: Versorgung von U 176 mit 10 m³ Brennstoff.

### Fünfte Unternehmung
Das Boot lief am 21. November 1942 um 12.00 Uhr von St. Nazaire aus und lief a, 25. Dezember 1942 um 15.15 Uhr wieder dort ein. Auf dieser 34 Tage dauernden und 6.050 sm über und 374 sm unter Wasser langen Unternehmung in den Nordatlantik, westlich von Irland und dem mittleren Nordatlantik, wurden keine Schiffe versenkt oder beschädigt. U 135 gehörte zu den Gruppen mit dem Tarnnamen "Panzer" und "Raufbold".

### Sechste Unternehmung
Das Boot lief am 24. Januar 1943 um 16.00 Uhr von St. Nazaire aus und lief am 10. März 1943 um 12.30 Uhr in Lorient ein. Auf dieser 45 Tage dauernden und 6.560 sm über und 524 sm unter Wasser langen Unternehmung in den Nordatlantik, östlich von Neufundland und südwestlich von Island, wurden keine Schiffe versenkt oder beschädigt. U 135 wurde am 12. Februar 1943 von U 460 mit 35 m³ Brennstoff versorgt. U 135 gehörte zu den Gruppen mit den Tarnnamen "Pfeil" und "Neptun".

### Siebente Unternehmung

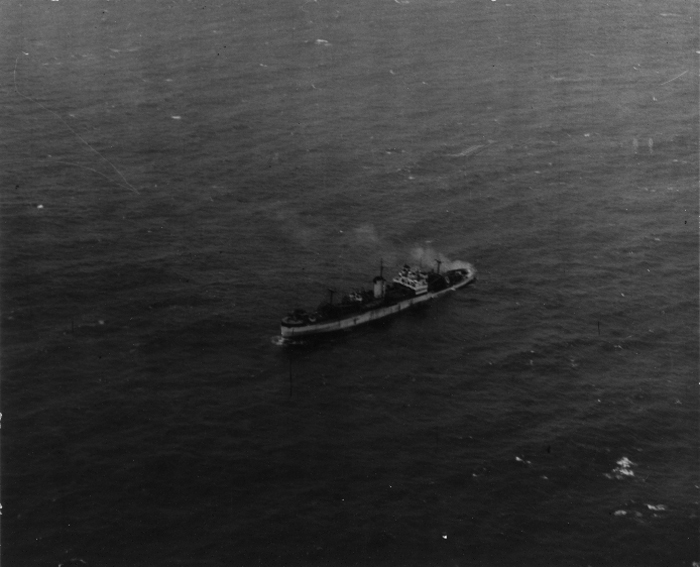
Die Twickenham mit starkem Wassereinbruch im Vorschiff nach Torpedotreffer

Das Boot lief am 7. Juni 1943 um 11.40 Uhr von Lorient aus und wurde am 15. Juli 1943 versenkt. Auf dieser 38 Tage dauernden Unternehmung in den Mittelatlantik und den Kanarischen Inseln, wurde ein Schiff mit 4.762 BRT beschädigt. U 135 gehörte zur Gruppe mit dem Tarnnamen "Trutz II".
- 15. Juli 1943: Beschädigung des britischen Dampfers Twickenham mit 4.762 BRT. Der Dampfer wurde durch einen Torpedo beschädigt. Er hatte Kohle geladen und befand sich auf dem Weg von Hull nach Buenos Aires. Es gab keine Verluste, 50 Überlebende. Das Schiff lief zur Reparatur am 31. Juli 1943 in Dakar ein.

## Verbleib
Das Boot wurde am 15. Juli 1943 im Mittelatlantik vor der afrikanischen Küste bei Kap Juby von der britischen Sloop HMS Rochester mit 97 Wasserbomben zum Auftauchen gezwungen. Anschließend von der HMS Rochester und den beiden Korvetten HMS Balsam und HMS Mignonette sowie einer Consolidated PBY Catalina der US-Navy-Squadron VP-92 mit Artillerie und Bordwaffen beschossen, und durch die HMS Mignonette durch Rammstoß versenkt. Die Position war 28° 20′ N, 13° 17′ W im Marine-Planquadrat DH 9625. Es gab fünf Tote und 41 Überlebende.

## Bekannte Besatzungsangehörige
Otto Luther (1918–1983) Oberleutnant zur See und letzter Kommandant sowie Schriftsteller unter dem Pseudonym Jens Rehn.